# オールバニ (ジョージア州)
オールバニ（英: Albany）は、アメリカ合衆国ジョージア州の都市。ドウアティ郡の郡庁所在地である。人口は6万9647人（2020年）。オールバニ都市圏の中核である。

## 歴史
現在オールバニ市となっている地域には、以前にクリーク族インディアンが住んでおり、川の近くで火打ち石が見つかったので、火打ち石を意味する「スロナティースカ」と呼んでいた。クリーク族は鏃など道具や武器を作るためにこの火打ち石を使った。
インディアンを強制移住させた後の1836年10月、コネチカット州の事業家ネルソン・ティフトがフリント川沿いに土地を購入して、アメリカ人による開拓が始まった。クリーク族はミシシッピ川より西のインディアン居留地に強制的に移されていた。ティフトはその新しい町をニューヨーク州の州都オールバニから名付けた。どちらの町も航行可能な川の上限に位置していた。1836年にアレクサンダー・ショットウェルが町の区画を引いた。1838年12月27日、ジョージア州議会の法により市として法人化された。
ティフトは長い間町の指導的起業家だった。教育、事業、鉄道を熱心に推進した。南北戦争のときは、海軍の物資を供給し、艦船2隻の建造を支援した。州内の急進的なレコンストラクションに反対し、議会では州内に入ってきたヤンキーのカーペットバッガーを馬鹿にした。「南部生まれの者よりも南部人」らしくなったと言われた。戦前の奴隷制度擁護の姿勢と戦後の人種分離支持により、ジョージアの白人特権階級とウマがあった。
オールバニの地域は奴隷の労働力を使って土地を切り開き、綿花を栽培して発展した。1840年までにドウアティ郡人口の多数派は黒人となり、その圧倒的多数が奴隷となっていた。綿花プランテーションの市場として、オールバニは川を上下する蒸気船による綿花の積み出し地となった。1858年、ティフトが元奴隷で橋の建造者ホレイス・キングを雇って、川に有料橋を建設した。キングの橋の料金所が今も残っている。
オールバニは既に積出港として重要であったうえにジョージア州南西部で鉄道の重要な拠点になった。町には7本の路線が通った。現在も元の鉄道駅にスロナティースカ歴史遺産会館があり鉄道に関する展示が行われている。
フリント川は町の経済活動と一体ではあったが、しばしば洪水を起こした。1841年と1925年には大きな物的損害が出た。20世紀終盤の洪水が特に大きかった。1994年、熱帯低気圧アルバートによる降雨で起きた激しい洪水で、14人が死亡し、22,000人が避難した。このとき損害を受けたオールバニ州立大学キャンパスの改修と改良のために州は1億5,000万ドルを拠出した。さらに洪水で破壊された家屋に代替するために町の南側に新しい家屋が建設された。1998年、フリント川の水位が35フィート (10.7 m) に達し、町の一部に溢れた。
この洪水のために、市はリバーフロントの氾濫原を商業や住宅用途に再開発することを取りやめた。そこは他の用途で改良されており、川沿いに歩道ができ、支流のクリークの上には新しい水族館が建設された。
1940年、激しい竜巻がオールバニを襲い、死者8名を出し、大規模な損害を出させた。
1906年4月11日、慈善事業家アンドリュー・カーネギーとのマッチングファンドにより、カーネギー図書館が中心街に開設された。当初はジム・クロウ法の下で人種分離された施設だったが、1964年公民権法の成立後にアフリカ系アメリカ人にも開放された。この建物は1985年まで図書館として使われていた。改修を行った後の1992年、オールバニ地域芸術委員会の本部として再開された。
1912年、中心街の郵便局と裁判所の建物が開設された。他にも連邦政府によるプロジェクトが市と地域にとって重要だった。世界恐慌の1937年、フランクリン・ルーズベルト大統領政権下のニューディール政策の一部としてチェホー公園が建設された。
市内の軍事施設が拡大して大きな変化が起こった。アメリカ陸軍航空隊の訓練基地が、市の所有する市域に近い土地に建設され、年間1ドルで航空隊に賃貸された。アメリカ陸軍工兵司令部による基地と滑走路の建設が1941年3月25日に始まった。第二次世界大戦後、1946年8月15日から1947年9月1日の間、飛行場は一時的に閉鎖されていた。 
冷戦が始まり、1947年遅くにアメリカ空軍が設立されると、この飛行場は空軍基地として再開され、滑走路が改良された。ターナー空軍基地と命名された。空軍はこの基地をB-52 ストラトフォートレスなど重爆撃機の基地に使った。空軍の多くの部隊がこの基地を本拠にした。
その中でも第1370写真地図化グループと、給油・保守機能が中心だった。
1951年、アメリカ海兵隊がオールバニ東郊外部に兵站基地を設立した。1950年代と1960年代、多くの白人の軍人と関連する労働者が町に入ってきたので、白人が短期間だが多数派となった。これは1870年以来のことだった。
1967年、空軍が基地の機能を閉鎖してアメリカ海軍に移管し、アメリカ海軍オールバニ駐屯所と改名された。艦載偵察用双発ジェット機RA-5C ビジランティのほとんど全ての陸上基地となった。この基地は1974年に閉鎖され、市の資産として戻された。
1979年、ミラー・ブリューイング会社が新しい醸造所を建設するために基地跡の一部を買い取った。
1960年、オールバニ市人口は5万人に達した。1961年から1962年、公民権運動の中でオールバニのアフリカ系アメリカ人が重要な役割を担った。公的施設の人種差別を止め、選挙権を獲得し、その尊厳を取り戻すために、抗議と非暴力のデモを行った。南部キリスト教指導者会議、人種平等会議、学生非暴力調整委員会、全米黒人地位向上協会の活動家の支援を得て、アフリカ系アメリカ人と支持者が非暴力を通じた人種差別との戦いを行った。オールバニ市は1963年にジム・クロウ法を撤廃したが、選挙権を確保できたのは連邦法を通じてだった。
軍事基地が減り、鉄道が再編されて、就職機会が減少した。残っていた白人の多くは郊外部の新しい住宅に移転し、1970年代には黒人多数の状態に戻った。貧しい経済と戦うなかで、1988年に一人当たり殺人件数が国内でも最大となり、「アメリカの殺人首都」と呼ばれた。

## 地理
オールバニ市は(31.582273, −84.165557)に位置している。フリント川の岸、メキシコ湾東部海岸平原の昔から肥沃な農地の帯に乗っている。

### 地形
オールバニ市はジョージア州の海岸平原上流に位置している。

### 樹冠
2010年時点で、オールバニ市は23年間継続してアーバーデイ基金のアメリカ樹木の都市プログラムのメンバーである。通りには街路樹があり、大きく成長したオークなど固有種の樹木が使われている。樹木条例や、認証を受けた樹木医が職員になっている。

### 公園、庭園、歩道

#### 公園
オールバニ市レクリエーション・公園部は市内77の公園による多様で包括的な体系を維持している。その中には次のものが含まれている。
- コミュニティ・センター
  - ビル・ミラー・コミュニティ・センター
  - カーバー・コミュニティ・センター
  - カーバー体育館
  - ヘンダーソン・コミュニティ・センター
  - ジャクソン・ハイツ・フィットネス・アンド・ウェルネス・センター
  - ロケット・ステーション・コミュニティ・センター
  - ソーントン・コミュニティ・センター
  - ターナー体育館

- プール
  - カーバー・プール
  - ティフト・プール

- 運動施設
  - ゴードン・スポーツ施設
  - カーバー・スポーツ施設
  - ハイランド・スポーツ施設
  - イームズ・スポーツ施設
  - ケン・ガーデンズ・スポーツ施設

- パブリック・ゴルフ場
  - フリント川ゴルフコース

#### 庭園
オールバニの庭園クラブは1996年に設立され、パルミラハイツ地区のヒルズマン公園北東側に位置している。

#### 歩道
オールバニのリバーフロント・トレイルは長さ3.1マイル (5 km) のフリント川に沿った舗装歩道であり、中心街のリバーフロント公園と市内北東部チェホー公園に近いコックス・ランディング・ボートランプとを繋いでいる。オックスフォード環境公園自然歩道がその分岐道であり、地域の環境面に関する情報を提供している。

#### ショッピング
オールバニ・モールは1976年にオープンした。

## 気候
地域の気候は暑く、湿潤な夏と、概して温和または冷涼な冬が特徴である。ケッペンの気候区分では"Cfa"、温暖湿潤気候である。
| オールバニの気候       | オールバニの気候 | オールバニの気候 | オールバニの気候 | オールバニの気候 | オールバニの気候 | オールバニの気候 | オールバニの気候 | オールバニの気候 | オールバニの気候 | オールバニの気候 | オールバニの気候 | オールバニの気候 | オールバニの気候 |
| 月                     | 1月              | 2月              | 3月              | 4月              | 5月              | 6月              | 7月              | 8月              | 9月              | 10月             | 11月             | 12月             | 年               |
| ---------------------- | ---------------- | ---------------- | ---------------- | ---------------- | ---------------- | ---------------- | ---------------- | ---------------- | ---------------- | ---------------- | ---------------- | ---------------- | ---------------- |
| 最高気温記録 °F （°C） | 83 (28)          | 86 (30)          | 93 (34)          | 97 (36)          | 102 (39)         | 106 (41)         | 107 (42)         | 104 (40)         | 106 (41)         | 99 (37)          | 97 (36)          | 85 (29)          | 107 (42)         |
| 平均最高気温 °F （°C） | 60 (16)          | 65 (18)          | 72 (22)          | 78 (26)          | 85 (29)          | 90 (32)          | 93 (34)          | 92 (33)          | 88 (31)          | 80 (27)          | 71 (22)          | 63 (17)          | 78.1 (25.6)      |
| 平均最低気温 °F （°C） | 35 (2)           | 38 (3)           | 45 (7)           | 50 (10)          | 59 (15)          | 67 (19)          | 70 (21)          | 70 (21)          | 65 (18)          | 52 (11)          | 44 (7)           | 38 (3)           | 52.8 (11.4)      |
| 最低気温記録 °F （°C） | 1 (−17)          | 11 (−12)         | 10 (−12)         | 27 (−3)          | 39 (4)           | 46 (8)           | 57 (14)          | 56 (13)          | 37 (3)           | 28 (−2)          | 14 (−10)         | 6 (−14)          | 1 (−17)          |
| 降水量 inch （mm）     | 6.12 (155.4)     | 4.78 (121.4)     | 5.71 (145)       | 3.54 (89.9)      | 3.86 (98)        | 4.88 (124)       | 6.32 (160.5)     | 4.38 (111.3)     | 3.77 (95.8)      | 2.46 (62.5)      | 3.78 (96)        | 3.80 (96.5)      | 53.4 (1,356.4)   |
| 出典：                 |                  |                  |                  |                  |                  |                  |                  |                  |                  |                  |                  |                  |                  |

## 人口動態
アメリカ合衆国国勢調査局に拠れば、2010年オールバニ大都市圏の人口は157,308人と推計され、国内第252位である。この都市圏にはドウァティ郡、テレル郡、リー郡、ワース郡、ベイカー郡を含んでいる。
以下は2010年国勢調査による人口統計データである。
| 基礎データ - 人口: 77,434 人 - 世帯数: 29,781 世帯 - 家族数: 18,515 家族 - 人口密度: 535.0人/km2（1,385.5人/mi2） - 住居数: 33,436 軒 - 住居密度: 222.9軒/km2（577.3軒/mi2） 人種別人口構成 - 白人: 25.2% - アフリカン・アメリカン: 71.6% - ネイティブ・アメリカン: 0.2% - アジア人: 0.8% - 太平洋諸島系: 0.1% - その他の人種: 0.9% - 混血: 1.1% - ヒスパニック・ラテン系: 2.1% 年齢別人口構成 - 18歳未満: 27.9% - 18-24歳: 13.0% - 25-44歳: 27.7% - 45-64歳: 19.6% - 65歳以上: 11.3% - 年齢の中央値: 31歳 - 性比（女性100人あたり男性の人口） - 総人口: 85.6 - 18歳以上: 116.7 | 世帯と家族（対世帯数） - 18歳未満の子供がいる: 29.2% - 結婚・同居している夫婦: 29.7% - 未婚・離婚・死別女性が世帯主: 27.7% - 非家族世帯: 37.8% - 単身世帯: 31.8% - 65歳以上の老人1人暮らし: 9.4% - 平均構成人数 - 世帯: 2.46人 - 家族: 3.11人 収入と家計 - 収入の中央値 - 世帯: 25,191米ドル - 家族: 35,067米ドル - 性別 - 男性: 31,104米ドル - 女性: 27,407米ドル - 人口1人あたり収入: 16,117米ドル - 貧困線以下 - 対人口: 39.9% - 対家族数: 31.9% - 18歳未満: 55.4% - 65歳以上: 13.8% |

## 経済

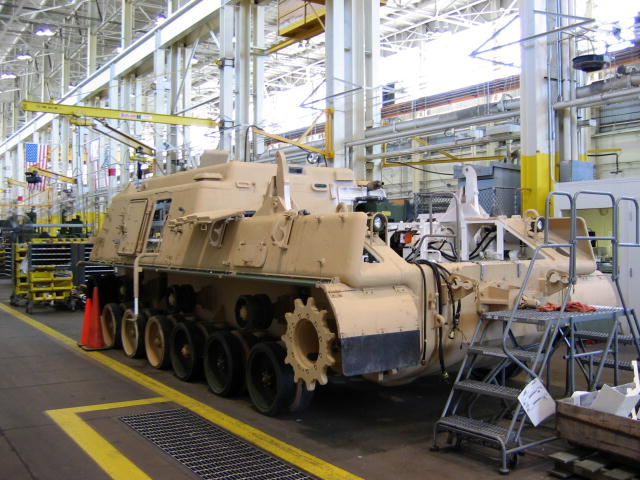
オールバニ海兵隊兵站基地で保守を行うM88改修車両（2005年）

今日、オールバニ市はペカンの林、松の木、農園、プランテーションに囲まれているが、農業で雇用されている人はほとんど居らず、機械化が進んでいる。
医療、教育およびアメリカ海兵隊のオールバニ海兵隊兵站基地が大規模な雇用主である。製造業、輸送業、小売業も重要な経済基盤であり、市はジョージア州南西部の商業中心となっている。
2008年12月17日、大手雇用主であるクーパー・タイヤ・アンド・ラバー社が、地元製造施設を閉鎖すると発表した。約1,400人の従業員が職を失うと見込まれている。

### 事業環境
近年の経済不況の結果として、オールバニ市の失業率は州平均より高く留まったままである。州内他の部分よりも多くの新しい雇用機会を加え続けており、失業の流れを止めようとしている。
市は熟練した労働力の提供、インフラの改良継続、公衆安全の改善（ISO消防評価2など）、また多くの経済開発主導によって新しい事業の機会を提供している。雇用増1人当たり3,500ドルの税額控除があるオポチュニティ・ゾーンが進行している。

### 大手雇用主8社
オールバニ市、ドウアティ郡、アメリカ海兵隊オールバニ兵站基地を除く
- オールバニ州立大学
- AT&T
- コーツ・アンド・クラーク Inc.
- ミラー・ブリューイング
- フィービー・パットニー記念病院
- プロクター・アンド・ギャンブル
- テレパフォーマンス
- ユナイテッド・パーセル・サービス

### 企業
- ジョージア・パシフィック Corp.
- MARSスナックフードUS
- Mediacom
- ナイロ・ペカンズ
- シャーウッド・ピクチャーズ
- スラッシュ・エアクラフト
- プロクター・アンド・ギャンブル
- ミラー・ブリューワリー

## 芸術と文化

### 博物館と芸術

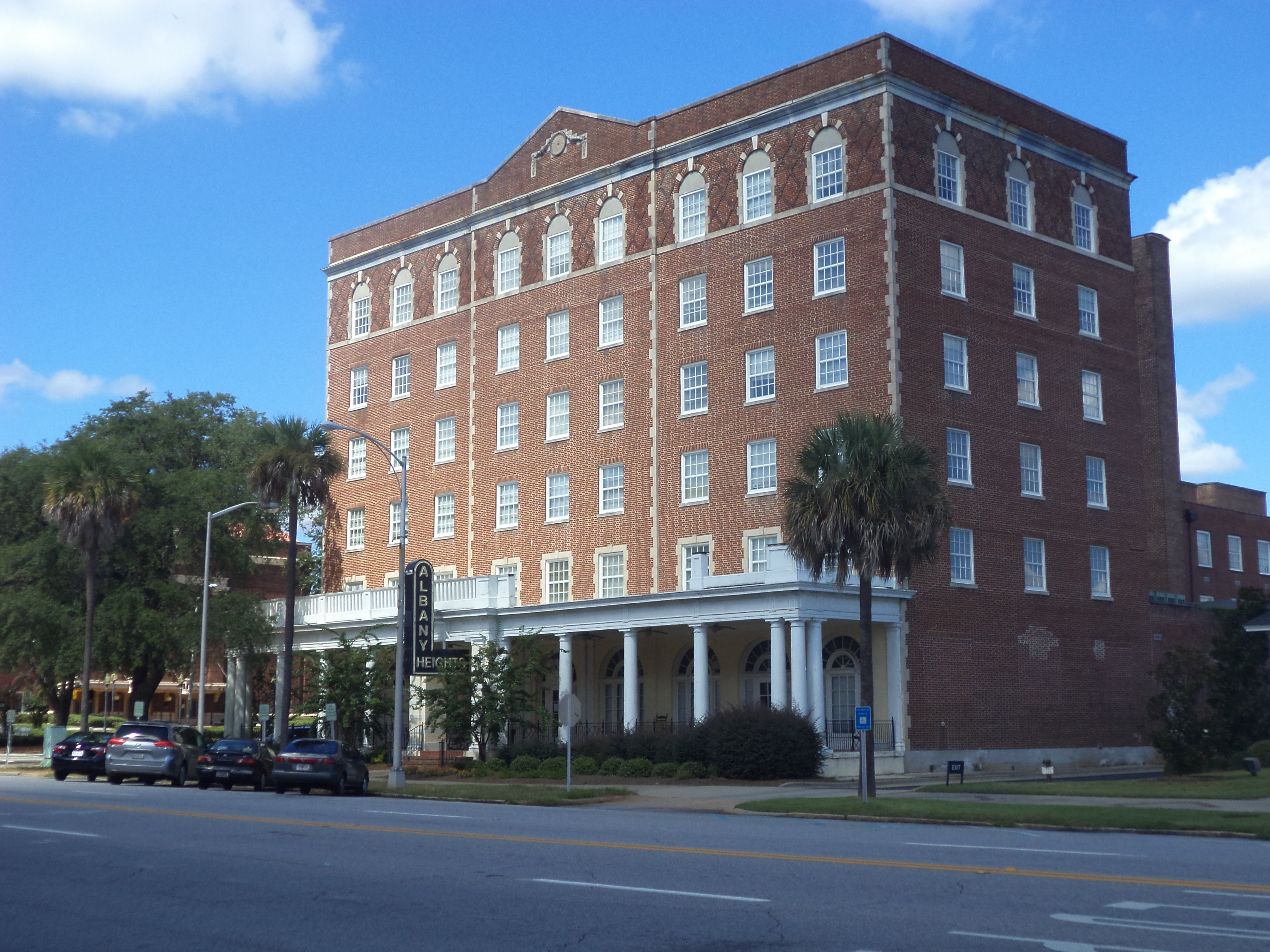
ニューオールバニ・ホテル

- オールバニ地域芸術委員会[29]
- オールバニ合唱団[30]
- オールバニ市民会館
- オールバニ・コンサート協会[31]
- オールバニ公民権協会[32]
- オールバニ市公会堂
- オールバニ美術館[33]
- バレエ・シアター・サウス[34]
- オールバニ交響楽団[35]
- フリント・リバークアリウム[36]
- チェホー公園[37]にはジョージア州で認可される動物園2つの1つがある
- リバークアリウム・イマジネーション劇場
- シアター・オールバニ[38]
- スロナティースカ歴史遺産センター[39]
- ウェザビー・プラネタリウム[40]
- アートパーク・オン・パイン[41]

### 登録歴史史跡
- オールバニ地区ペカン栽培者交易所
- オールバニ・ハウスファーニッシング・カンパニー
- オールバニ市公会堂[42]
- オールバニ鉄道駅歴史地区
- ブリッジ・ハウス[43]
- オールバニ・カーネギー図書館
- デイビス取引銀行ビル
- ジョン・A・デイビス邸
- マウントザイオン・バプテスト教会[44]
- ニューオールバニ・ホテル[45]
- オールド・セントテレサズ・カトリック教会
- ローゼンバーグ兄弟百貨店
- サミュエル・ファーカス邸
- セントニコラス・ホテル
- ティフト公園
- 郵便局と裁判所ビル[46]
- ユニオン駅
- W・E・スミス邸

## スポーツ
| チーム名               | スポーツ         | 所属リーグ                                         | 本拠地                                            | ロゴ |
| オールバニ・パンサーズ | 屋内フットボール | プロフェッショナル・インドア・フットボール・リーグ | オールバニ・ジェイムズ・H・グレイ・シニア市民会館 |      |

## 記念物と景色
- オールバニ公民権記念碑
- オールバニ鉄道駅歴史地区
- 宇宙飛行士記念碑
- 南軍記念公園
- フリント・リバークアリウム
- 自由の炎
- フリーダム・ウォーク
- ガーディアン
- ラジウム泉 – ジョージア州の自然7不思議の1つ
- リバーフロント公園
- レイ・チャールズ広場
- イギリス空軍記念碑
- 退役兵公園

## 祭と行事
- オールバニ・マラソンとハーフマラソン、26.2マイル (42.2 km) のフルマラソンと、13.1マイル (21.1 km) のハーフマラソンであり、マラソン完走者のほぼ20%はボストン・マラソンの参加資格を得ている[48]。
- マルディグラ・ストリートフェスティバル、毎年3月第1週の週末に中心街で開催される音楽祭、正午に始まって深夜まで続けられ、上記マラソンと同時開催となる。

この他にも市は音楽祭を毎年開催している。

## 市政府
選挙で選ばれる市の役人として、市長1人と市政委員6人が居り、すべて任期は4年間である。委員は小選挙区から選出されている。行政管理官として機能する市マネジャーは指名職である。1924年1月14日から市政委員会と市マネジャーによって統治されてきた。
市の行政部門としては、空港、消防、警察、交通、中央サービス、検察、市民会館、法典執行、コミュニティ開発と経済開発、エンジニアリング、雇用平等、財務、人事、情報技術、美化、市裁判所、企画開発、公共事業、レクリエーション・公園開発の各部門がある。

## 教育

### 私立学校
- バイン記念バプテスト学校
- ディアフィールド・ウィンザー学校
- ファー・ホライズンズ・モンテッソリ学校
- ライフ・クリスチャン学校
- ニュービギニングクリスチャン学校
- シャーウッド・クリスチャン・アカデミー
- バーティカル高校アカデミー
- ヤング・アンリミテッド・マインズ、インスティテュート

### 公立学校
ドウアティ郡教育学区が、5つの学習センター、公立小学校16校、効率中学校6校、公立高校4校の体系を運営している。全ての学校は南部カレッジ・スクール協会と、ジョージア認定委員会によって認定されている。2009年から2010年の児童生徒数は15,838人であり、教師は1.070人、支援職員および管理職が198人いた。

### 高等教育機関

#### オールバニ州立大学
昔は黒人大学だったオールバニ州立大学が市内にある。1903年に、アフリカ系アメリカ人教育の手段として、大学準備学校として設立された。ジョージア大学システムの中では、数少ない黒人大学の1つである。

#### ダートン州立カレッジ
市内には2年制カレッジであるダートン州立カレッジがある。2011年にジョージア州リージェント委員会から限定数の学生に4年制教育を行う認可を得た。

#### オールバニ工業カレッジ
オールバニ工業カレッジは、ジョージア州工業カレッジシステムに属し、中等教育後の職業専門訓練を行う。

## メディア

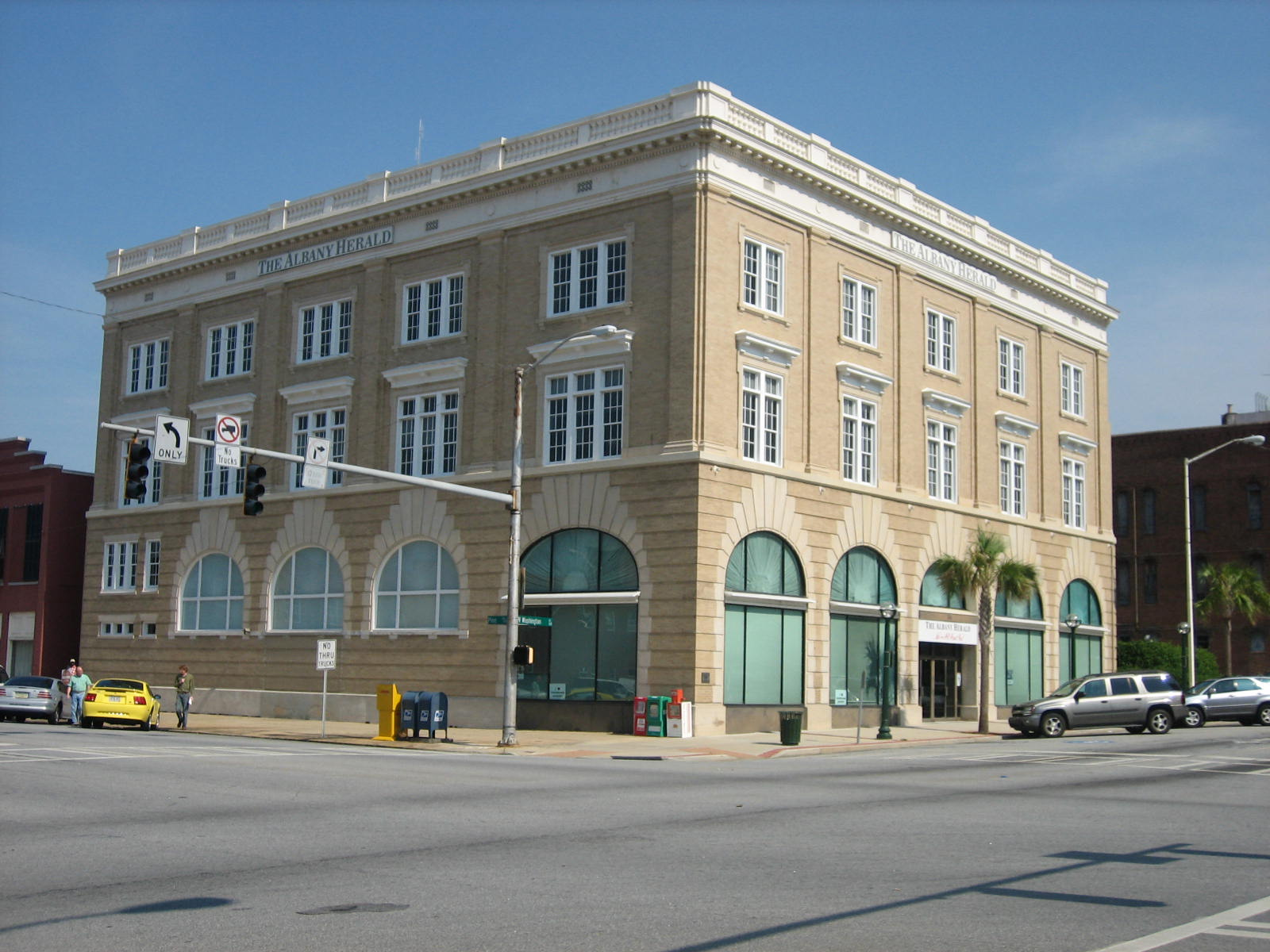
ローゼンバーグ兄弟百貨店、現在は「オールバニ・ヘラルド」本社

### 新聞
- 「オールバニ・ヘラルド」
- 「オールバニ・サウスウェスト・ジョージアン」、A・C・サールズが設立した昔からの黒人新聞
- 「オールバニ・ジャーナル」[54]、1939年創刊、現在はトム・ナイトンが編集者兼出版者
- 「メトロ・ガゼット」、地域社会のニュースを提供、2010年に、オハイオ州立大学卒業生ジュディス・ハンプトン＝トンプソンが設立

### テレビとラジオ
視聴できるテレビ局は10局あり、全国ネット局のものは全て含まれている。
聴取できるラジオ局は、FM19局、AM4局がある。

## インフラ

### 交通

#### 空港
サウスウェスト・ジョージア地域空港は限定的商業空港であり、デルタ航空の地域会社イクスプレスジェットがアトランタ市に向けて就航している。ユナイテッド・パーセル・サービスとDHLが仕分け施設として利用している。2010年、マスタープランが完成し、ターミナル建て替え計画を進めることになった。

#### 鉄道
ジョージア・サウスウェスタン鉄道、ジョージア・アンド・フロリダ鉄道、ノーフォーク・サザン鉄道が貨物鉄道を運行している。ジョージア・アンド・フロリダ鉄道の本社がオールバニ市にある。

#### バス
オールバニ市中心街にはグレイハウンドのバス停がある。オールバニ交通システムが1974年から市内とドウアティ郡で定期ルートと補助交通のバス便を運行している。これには空港行きのルートもある。バスはすべて車椅子での利用も可能であり、また自転車のラックもある。バスの中心拠点は中心街オグルソープ通りとジャクソン通りの角にある。

#### 道路
市内をジョージア州道300号線（ジョージア・フロリダ・パークウェイ）が通っており、これで北東のコーデルと州間高速道路75号線に繋がり、南はカミラからトマスビルに繋がっている。リバティ・イクスプレスウェイはオールバニ市の北と東のバイパスとして10マイル (16 km) 伸びている。その他にアメリカ国道19号線、同82号線、ジョージア州道3号線、同62号線、同91号線、同133号線、同234号線、同520号線がある。

#### 橋
市内の歴史あるブロード・アベニュー記念橋は1920年に建設され、主径間は開放スパンドレル・コンクリート・デッキアーチ3本と、補助閉鎖スパンドレル・デッキアーチ8本で構成されている。この橋は2013年初期に解体が始まった。
1970年代初期にリバティ・バイパスの橋の建設が始まった。フリント川に架かる橋の建設は道路よりもかなり早く完成したので、行き先のない橋と呼ばれた。

### エネルギー

#### ジョージア・パワー
オールバニ市の一部はドウアティ郡内に2か所の発電所を運転するジョージア・パワーから電力の供給を受けている。発電所は石炭焚きミッチェル発電所とワース湖の水力発電ダムの2か所である。

### 上水など
オールバニ水・ガス・電灯コミッションは、市が所有し運営する公共事業であり、広範囲の消費者に上水、ガス、電力を供給している。1892年にオールバニ上水事業として設立された。
上水は下記4つの帯水層から得られる地下水である。
- アッパー・フロリダン帯水層（地元ではオカラと呼ばれる）
- クレイボーン帯水層（元はタラハッタ）
- クレイトン・フォーメイション
- プロビデンス帯水層

水質は上質と考えられ、塩素処理とフッ素添加を必要とするだけである。

### 通信インフラ
オールバニ水・ガス・電灯コミッションとAT&T が市内の通信インフラを提供している。

### 廃棄物処理
オールバニ市の南東7.5マイル (12.1 km) にあるゲイサート道路900にドウアティ郡埋立所がある。

### 医療
市内にはフィービー・パットニー記念病院がある。これは26郡を対象とする非営利地域医療体系を提供する病院である。

### 公衆安全

#### 警察
オールバニ市警察署は3つの地区に分割され、それぞれに中央署がある。さらにドウアティ郡警察部が郡内未編入領域の警察を担当している。またドウアティ郡保安官部は、選挙で選ばれる保安官の指示で動く警察機関である。

#### 消防
オールバニ市消防署は郡内11か所の分署に150名以上の署員を配して運営している。そのうち7分署がオールバニ市内にある。

#### 救急医療サービス
ドウアティ郡救急医療サービスは60人以上を雇用し、本部と5つの支署から救急医療サービスを行っている。

## 著名な出身者
オールバニ生まれ

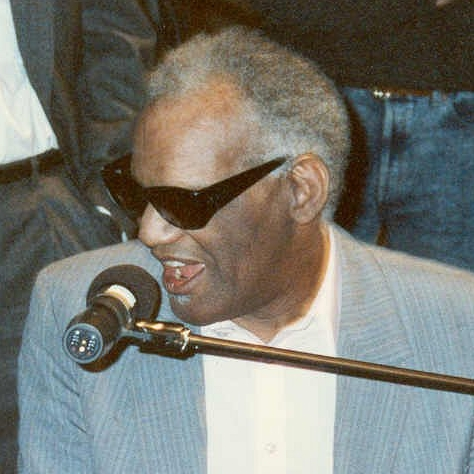
レイ・チャールズ、作曲家、ピアニスト、歌手

- レイ・チャールズ、ピアニスト、作曲家、ソウル歌手
- アリス・コーチマン、陸上競技選手、1948年ロンドンオリンピックの走高跳で金メダル
- ポーラ・ディーン、セレブリティ・シェフ
- ハリー・ジェイムス、ビッグ・バンドのリーダー、ジャズトランペット奏者
- レイ・ナイト、メジャーリーグベースボール選手、ワールドシリーズのMVP、シンシナティ・レッズの監督も務めた
- ルーク・ブライアン、カントリー・ミュージック歌手

住人
- ナンシー・ロペス、プロゴルファー
- バスター・ポージー、メジャーリーグベースボール選手、2010年ナショナルリーグ新人王、サンフランシスコ・ジャイアンツ
- アンジェロ・テイラー、陸上競技選手、400メートルハードルで2000年シドニーオリンピック、2008年北京オリンピックの2大会で金メダル